# Moitessieria simoniana
Moitessieria simoniana е вид коремоного от семейство Moitessieriidae.

## Разпространение
Видът е разпространен в Италия и Франция.